# 박태용
박태용(한국 한자: 朴泰用, 2004년 4월 5일 ~ )는 대한민국의 축구 선수로, 포지션은 중앙 미드필더이다. 현재 경남 FC 소속이다.